# アーサー・ヤング (発明家・哲学者)
アーサー・ミドルトン・ヤング（英語:Arthur Middleton Young、1905年11月3日 - 1995年5月30日）は、アメリカの発明家であり、ヘリコプターのパイオニアであり、宇宙学者であり、哲学者であり、占星術師であり、作家である。ベル・ヘリコプター社の最初のヘリコプターであるモデル30の設計や、ベル社の初期のヘリコプターで用いられたスタビライザー・バーの発明を行った。また、1972年には、カリフォルニア大学バークレー校にスタディ・オブ・コンシャスネス協会（英語：Institute for the Study of Consciousness）を設立した。さらには、人間の思考および経験が占める領域と科学が占める領域との統合により、宇宙の概念を物理的に測定できないものにまで拡大するプロセス哲学を提唱した。その理論には、「存在の偉大な連鎖」の概念とその進化が取り込まれている。ヤングに影響を与えた思想家には、スタニスラフ・グロフやラバン・コブレンツなどがいる。

## 略歴

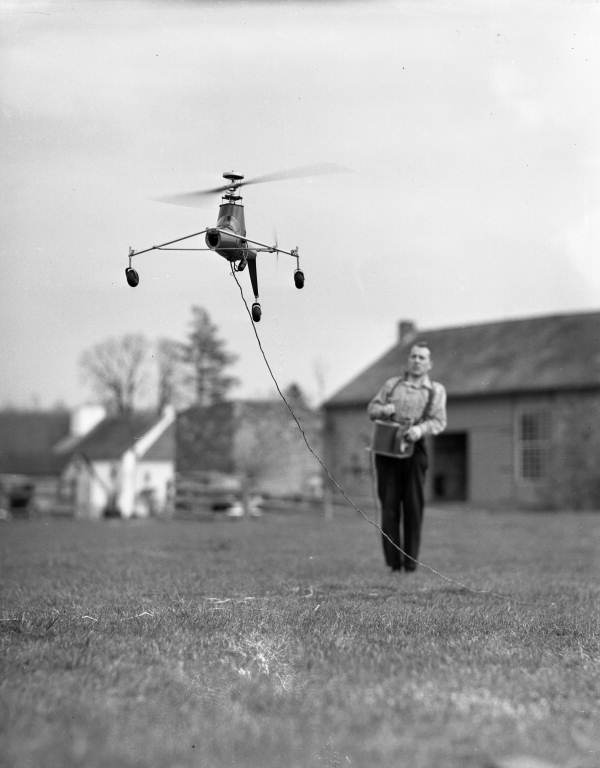
1941年に製作した模型ヘリを操縦するヤング（写真： Joseph Janney Steinmetz）

アーサー・ヤングは、エリザ・コックス（英語：Eliza Coxe、1875年ｰ1950年）とフィラデルフィアの風景画家チャールズ・モリス・ヤング（英語：Charles Morris Young、1869年ｰ1964年）の息子として生まれた。幼い頃から、実在に関する包括的理論を明らかにすることに関心を持っていた。そして、そのような厳格な研究に必要な知的ツールを手に入れるためには、数学および工学への理解を深めることが必要だと考えた。このため、初めは数学者であったが、後にプロセス哲学を初めて作り上げた哲学者であるアルフレッド・ノース・ホワイトヘッドと似たような経歴をたどることになった。1927年にプリンストン大学を卒業したヤングは、自分が行うべき発明を探し求めた。1928年にペンシルベニア州ラドナーにある父親の農場に戻ったヤングは、ヘリコプターを実用化するための12年間に及ぶ孤独な挑戦を始めた。
ヤングのヘリコプターの実験は、主として小型の模型を用いて行われた。12年間、研究を続けたヤングは、1941年、自分が得た結論と作った模型をニューヨーク州のバッファローにあるベル・ヘリコプター社に持ち込んだ。ベル社は、それを基にした完全な試作機を製造することに同意した。1941年の後半、アメリカに戦争が差し迫る中、ローターの鍵となる構成品であるスタビライザー・バー（フライバーとも呼ばれる）についての特許を取得したヤングは、それをベル社に譲渡したうえで、ベル社と共にバッファローで開発を開始した。1942年6月には、5名からなるチームを率いて、ニューヨーク州のウェスト・セネカの北側境界にある集落であるガーデンビルに移り住み、秘密裏に開発を続けた。モデル30試作機の最初の飛行試験は、1943年7月に行われた。1946年3月8日、ベル社は、世界最初の民間ヘリコプターであるベル47について、ヘリコプター型式証明H-1を取得した。このヘリコプターは、「ワーリーバード（英語：whirlybird）」として、映画M*A*S*Hやテレビ番組に登場し、1974年まで製造が続けられるという成功を収めた。また、その優れた設計と実用性から、ニューヨーク近代美術館の永久収蔵品に加えられた。
第2次世界大戦の終わり、核兵器の開発によって大いに心を乱されたヤングは、人類には新たな哲学的枠組みが必要であると考えるようになった。
1946年8月には、「翼のある自己」であるヘリコプターは人の精神の隠喩である、という「サイコプター（英語：psychopter）」の発想を得た。1947年10月、ベル社での仕事をやり終えたと感じたヤングは、自分の経歴の第2段階である心（または魂）の哲学に目を向け始めた。1949年には、フランクリン研究所からエドワード・ロングストレス・メダル（英語: Edward Longstreth Medal）が授与された。1952年、ヤングとその妻のルースは、スタディ・オブ・コンシャスネス協会の前身であるスタディ・オブ・コンシャスネス財団（英語：Foundation for the Study of Consciousness）をフィラデルフィアで設立した。
また、1952年、ヤングとルースは、アンドリジャ・プハリック円卓基金（英語：Roundtable Foundation）が開催した会議に出席した。

### 結婚
ヤングは、1933年にプリシラ・ペイジと結婚した。1948年にプリシラと離婚したヤングは、その年の暮れに芸術家であるルース・フォーブス・ペイン（1903年ｰ1998年）と結婚した。ボストンのフォーブス家の一員であった彼女は、ラルフ・ワルド・エマーソンのひ孫娘であり、マイケル・ペインの母親である。ルース・フォーブス・ペインは、以前、ライマン・ペインと結婚していた。その時の息子であるマイケル・ペインは、ルース・ハイド・ペインと結婚した。彼女は、リー・ハーヴェイ・オズワルドの妻であるマリーナの友人であり、ジョン・F・ケネディが暗殺された時、マリーナと一緒に住んでいた。

### 死去
1995年5月30日、アーサー・ヤングは、カルフォルニア州バークレーの自宅で、がんのため89歳で死亡した。

## 哲学的見解
1976年、ヤングは、地質学、生物学、人類学、心理学および超心理学の知識を統合して地球上の生物の進化を論じた「ザ・リフレクシブ・ユニバース（英語：The Reflexive Universe）」という著書を出版した。その本は、ダーウィンの「進化論」を一般論としては容認しつつも、真実を追求するためには、その理論だけでは足りない可能性があることを指摘している。また、人間が心理的および精神的にさらなる成長を遂げるために必要なことについても、簡潔に論じている。

## 出版物
- Consciousness and Reality: The Human Pivot Point, Charles Musès and Arthur M. Young (editors), 1972, New York: Outerbridge and Lazard, ISBN 0-87690-028-7
- Geometry of Meaning, 1976, New York: Delacorte Press, ISBN 0-440-04991-1, reprint ed. 1984, Robert Briggs Associates, ISBN 0-9609850-5-0
- The Reflexive Universe: Evolution of Consciousness, 1976, New York: Delacorte Press, ISBN 0-440-05925-9, corrected ed. with introduction by Huston Smith, 1976, Anodos Foundation, ISBN 1-892160-00-5
- The Bell Notes: A Journey from Physics to Metaphysics, 1979, New York: Delacorte Press, ISBN 0-440-00550-7, reprint ed. 1979, Doubleday, ISBN 0-385-28067-X; reprint paperback ed. 1984, Robert Briggs Associates, ISBN 0-9609850-4-2, foreword by Peter Dreyer
- Zodiac: An Analysis of Symbolic Degrees by Eric Schroeder, (editor A.M. Young), 1982, Robert Briggs Associates, ISBN 0-9609850-2-6
- Mathematics, Physics and Reality : Two Essays, (120p.) 1990, Anodos Foundation, ISBN 1-892160-07-2
- Which Way Out? and Other Essays, (206 p.) 1990, Anodos Foundation, ISBN 1-892160-03-X
- Nested Time: An Astrological Autobiography, (editor Kathy Goss), 2004, Anodos Foundation, ISBN 1-892160-12-9

### ブロードサイド
- The Foundations of Science: The Missing Parameter, (26 p.) 1985, Robert Briggs Associates, ISBN 0-931191-03-3
- The Shakespeare/Bacon Controversy, (26 p.)  1987, Robert Briggs Associates, ISBN 0-931191-05-X
- Science and Astrology : The Relationship Between the Measure Formulae and the Zodiac, (48 p.) 1988, Anodos Foundation, ISBN 1-892160-06-4

### 関連エッセイ
- John S. Saloma and Ruth Forbes Young, Theory of Process 1: Prelude - Search for a Paradigm, (38 p.), ISBN 0-931191-12-2
- John S. Saloma, Theory of Process 2: Major Themes in 'The Reflexive Universe', Robert Briggs Associates, Mill Valley, CA, 1991 (50 p.), ISBN 0-931191-13-0

### 特許
- アメリカ合衆国特許第 2,082,674号 Floating Wing Assembly, filed September 1933, issued June 1937
- アメリカ合衆国特許第 2,256,635号 Aircraft and Means for Stabilizing the Same, filed August 1939, issued September 1941
- アメリカ合衆国特許第 2,256,918号 Aircraft, filed August 1939, issued September 1941
- アメリカ合衆国特許第 2,368,698号 Helicopter Aircraft, filed March 1943, issued February 1945
- アメリカ合衆国特許第 2,429,502号 Captive helicopter-kite means, filed August 21 1943, issued October 21 1947
- アメリカ合衆国特許第 3,128,829号 Variable Diameter Propeller, filed October 24 1962, issued April 1964